# Widerstands-Verlag
Der Widerstands-Verlag Anna Niekisch war ein Verlag in Dresden und Berlin von 1927 bis 1937.

## Geschichte
Am 24. Dezember 1927 wurde der Widerstands-Verlag Anna Niekisch in Dresden in der Struvestraße 7 gegründet. Offizielle Inhaberin war Anna Niekisch (1892–1973), der eigentliche Akteur aber war deren Ehemann Ernst Niekisch, ein bekannter national-revolutionärer Denker. 1929 zog der Verlag nach Berlin an das Hallesche Ufer 16 um.
Seit 1935 beteiligte sich auch der Psychoanalytiker Alexander Mitscherlich finanziell am Verlag und vertrat den Leiter Ernst Niekisch zeitweise bei dessen durch Reisen bedingte Abwesenheiten.
1937 wurde der Verlag geschlossen, nachdem Ernst und Anna Niekisch sowie weitere Mitstreiter wegen ihres Widerstands gegen das NS-System verhaftet worden waren.

## Publikationen

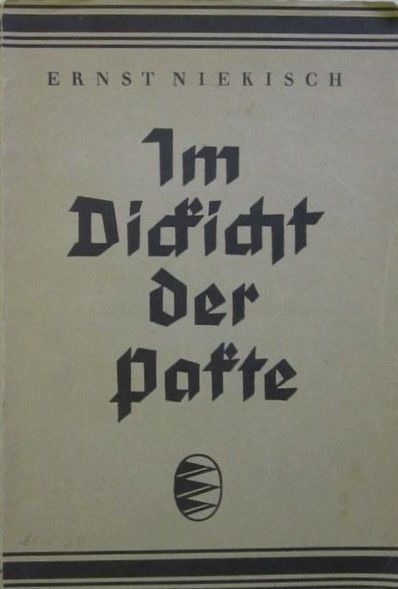
Ernst Niekisch, Im Dickicht der Pakte, 1935

Im Widerstands-Verlag wurde vor allem Schriften von Ernst Niekisch und geistesverwandten Autoren wie Friedrich Georg Jünger, Otto Petras und Leopold von Ranke herausgegeben. Von Alexander Mitscherlich wurde das Reiterbuch. Bilder, Gedanken und Gesänge (1936) veröffentlicht, von A. Paul Weber und weiteren Künstlern Drucke und Kunstbände.
Die Zeitschrift Widerstand. Zeitschrift für nationalrevolutionäre Politik (1926–1934) bildete einen weiteren wichtigen Bestandteil des Verlagsprogramms.